# Polylamina pubescens
Polylamina pubescens is een keversoort uit de familie bladsprietkevers (Scarabaeidae). De wetenschappelijke naam van de soort is voor het eerst geldig gepubliceerd in 1939 door Cartwright.